# Donax
Donax és un gènere de mol·luscs bivalves marins comestibles, conegudes com a tellerines o tellines.

## Ecologia
Habiten a la zona intermareal i de l'escombratge de l'onatge de les platges sorrenques, en les costes tropicals i temperades de tot el món. Es troben alineades verticalment a la sorra de platges exposades, de vegades en altes concentracions. Quan les ones porten les cloïsses fora de la sorra, caven de nou molt ràpidament en un altre lloc. Són filtradores. Algunes espècies, com Donax variabilis, migren vertical i horitzontalment amb els canvis de les marees.
Aquestes bivalves pode utilitzar l'acció de les ones per moure's cap amunt i cap avall de la platja, ràpidament enterrant-se en una nova ubicació abans que puguin ser arrossegades, en l'anomenada "dansa de la tellerina".

## Taxonomia

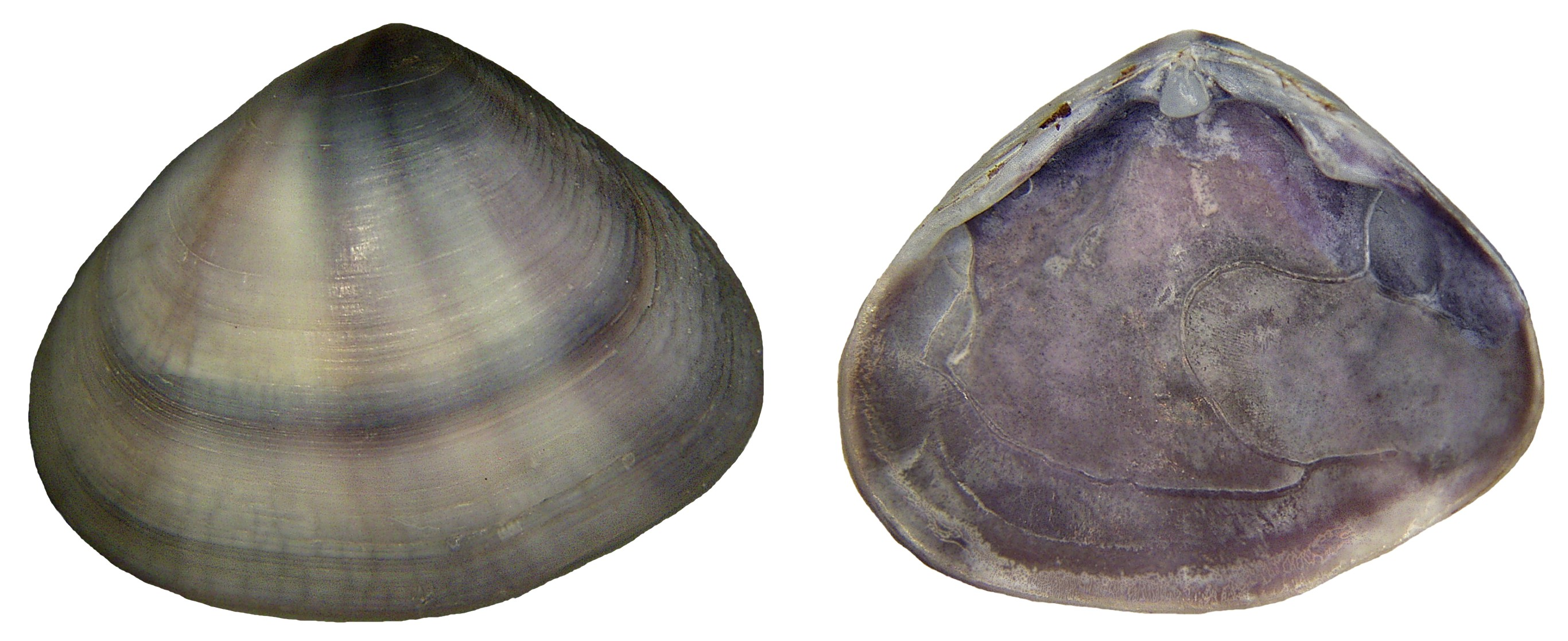
Petxina de Donax cuneatus

El gènere Donax està format per almenys 86 espècies, entre les quals es troben les següents:
- Donax acutangulus
- Donax asper
- Donax bruneirufi
- Donax californicus
- Donax carinatus
- Donax cuneatus
- Donax denticulatus
- Donax dentifer
- Donax faba
- Donax gouldii
- Donax gracilis
- Donax hanleyanus
- Donax madagascariensis
- Donax oweni
- Donax pallidus
- Donax peruvianus
- Donax punctatostriatus
- Donax rugosus
- Donax serra
- Donax striatus
- Donax trunculus - tellerina o tellina
- Donax variabilis
- Donax variegatus
- Donax venustusus
- Donax vittatus - rossellona o xarleta